# Robin Aisher
Robin Allingham Aisher, OBE (* 24. Januar 1934 in Maidstone; † 26. Juni 2023) war ein britischer Segler.

## Erfolge
Robin Aisher nahm dreimal in der 5,5-Meter-Klasse an Olympischen Spielen teil. Bei seinem Olympiadebüt 1960 in Rom belegte er als Skipper der Yeoman VII den sechsten Platz. Vier Jahre darauf kam er als Skipper der Yeoman XII in Tokio nicht über den elften Platz hinaus. Bei den Olympischen Spielen 1968 in Mexiko-Stadt gelang ihm gemeinsam mit seinen Crewmitgliedern Paul Anderson und Adrian Jardine schließlich der Gewinn der Bronzemedaille. Bei der in Acapulco stattfindenden Regatta erzielten sie 39,8 Punkte, womit sie im Gesamtklassement hinter den schwedischen Olympiasiegern, den Sundelin-Brüdern, und dem von Louis Noverraz angeführten Schweizer Boot den dritten Platz erreichten. Bei Weltmeisterschaften gelangen Aisher in der 5,5-Meter-Klasse ebenfalls Medaillengewinne. 1966 sicherte er sich in Kopenhagen Bronze, ein Jahr später wurde er in Nassau Vizeweltmeister.
Im Juni 1986 erhielt er für seine Verdienste um den Segelsport das Offizierskreuz des Order of the British Empire.